# Kaninchensyphilis
Die Kaninchensyphilis (Syn. Spirochätose, Treponematose, Kaninchentreponemose, lat. Spirochaetosis cuniculi) ist eine bakteriell bedingte Geschlechtskrankheit bei Kaninchen. Die Krankheit wird vorwiegend beim Deckakt übertragen und ist durch Bläschen und Krusten im Genitalbereich gekennzeichnet. Sie ist mit Antibiotika gut behandelbar.

## Erreger
Der Erreger der Kaninchensyphilis ist Treponema paraluiscuniculi aus der Ordnung der Spirochäten. Er ist zwar eng verwandt mit Treponema pallidum, dem Erreger der Syphilis des Menschen, ruft aber weder beim Menschen noch bei anderen Tieren eine Erkrankung hervor, sondern ist streng wirtsspezifisch. Im Gegensatz dazu kann, wie bereits 1928 bekannt war, Treponema pallidum auch vom Menschen auf Kaninchen übertragen werden und verursacht die früher ebenfalls als „Kaninchensyphilis“ bezeichnete Erkrankung. Die Kaninchensyphilis gehört zur Gruppe der Treponematosen. Die Erkrankung wurde 1912 erstmals beschrieben, 1920 wurden Spirochäten als Auslöser erkannt.
Die Infektion erfolgt durch Kontakt, vor allem beim Deckakt. Auch eine Übertragung vom Muttertier auf den Kaninchennachwuchs bei der Geburt oder beim Säugen ist möglich.

## Klinisches Bild
Die Inkubationszeit beträgt mehrere Wochen oder Monate. Die Kaninchensyphilis (als Genitalspirochätose) beginnt mit einer Rötung und Schwellung der Schleimhaut der Penisvorhaut bzw. Vagina. Anschließend bilden sich Bläschen, die später platzen und zu Krusten werden. Typisch sind Sekundärinfektionen mit Eitererregern (v. a. Staphylokokken), die zu Geschwüren und Nekrosen führen.
Bei Zwergkaninchen ist auch eine Manifestation am Kopf beschrieben. Hier finden sich die Hautveränderungen an Lippen, Nase und Augenlidern.
Die Diagnose erfolgt durch den Erregernachweis mittels Dunkelfeldmikroskopie oder Serologie.

## Therapie
Treponema paraluiscuniculi ist empfindlich gegenüber Penicillinen und Ampicillin. Da Penicilline die empfindliche Darmflora bei Kaninchen selektiv schädigen und zur massiven Vermehrung von Anaerobiern führen können (Enterokolitis des Kaninchens), wird auch der Einsatz von Breitbandantibiotika wie Chloramphenicol oder Tetracyclin empfohlen.